# Gare de Takrietz-Seddouk
La gare de Takrietz-Seddouk est une gare ferroviaire algérienne située sur le territoire de la commune de Souk Oufella, dans la wilaya de Béjaïa.

## Situation ferroviaire
La gare de Takrietz-Seddouk est située dans le sud de la commune de Souk Oufella, sur la ligne de Beni Mansour à Béjaïa, où elle est précédée de la gare d'Ighzer Amokrane et suivie de celle de Sidi Aïch.

## Service des voyageurs

### Desserte
La gare de Takrietz-Seddouk est desservie par les trains régionaux des liaisons Alger - Béjaïa et Beni Mansour - Béjaïa.